# Durin

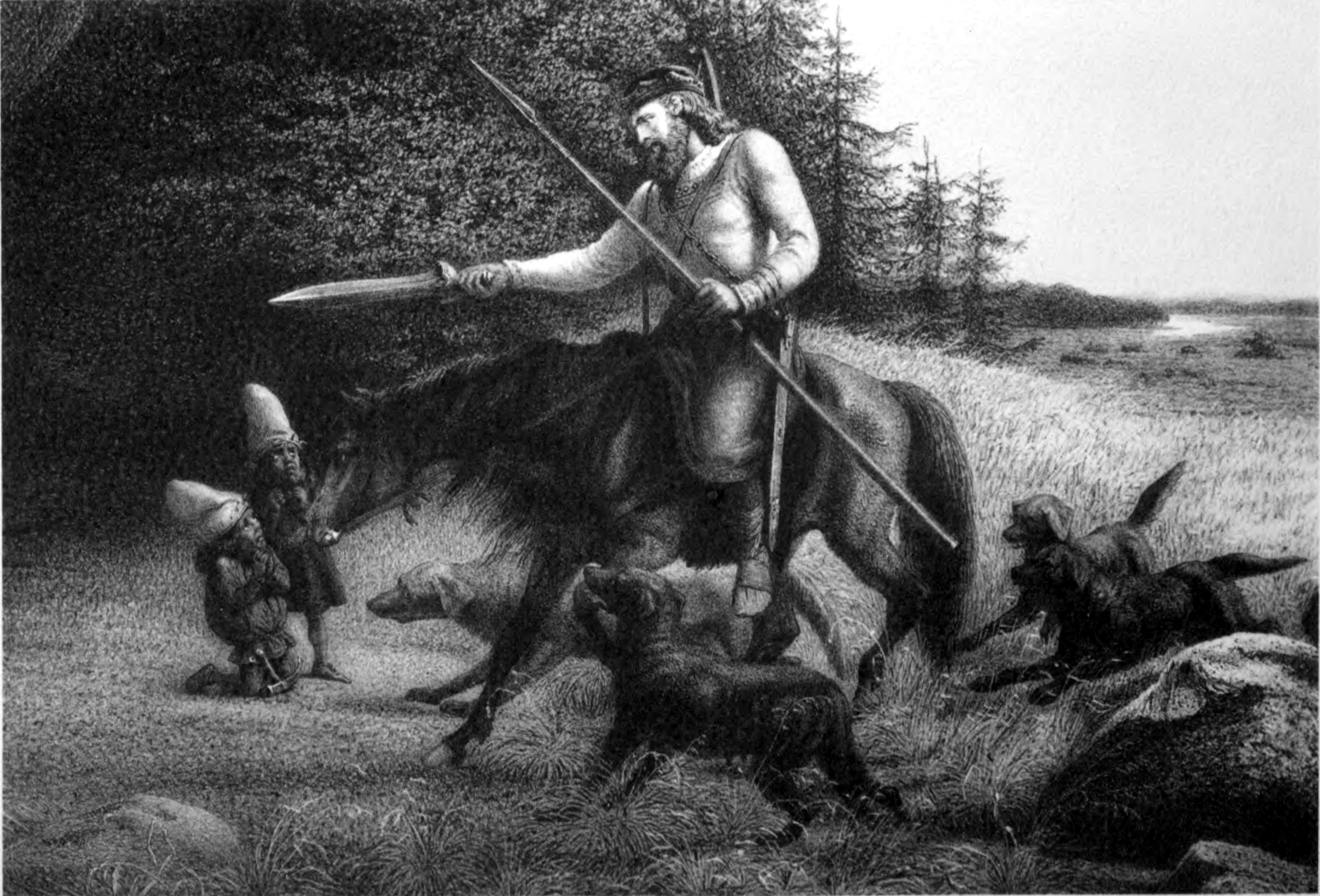
El Rey Svafrlame con la espada de Tyrfing, forjada por el enano Durin

En la mitología nórdica, Durin o Durinn era el segundo de los enanos nacido después de Mótsognir, el más destacado de ellos. Fue quien forjó la espada mágica Tyrfing con la ayuda de Dvalin.
Durin aparece en numerosos poemas nórdicos como el Völuspá. Durin (el durmiente) y Mótsognir (de feroz rugido) se formaron de forma espontánea cuando Odín y sus hermanos Vili y Ve crearon el mundo a partir del cuerpo del gigante cósmico Ymir. Durin y Mótsognir se formaron como gusanos que se alimentaban de la carne muerta de Ymir (por lo tanto estaban hechos de tierra y piedra). Los dioses les concedieron la inteligencia y una apariencia humana. Ambos fueron los primeros de entre su pueblo. Los enanos son descritos como pequeños y feos al ojo humano, temían la luz, que los podía convertir en piedra y huían de ella. Habitaban en el reino subterráneo de Nidavellir, uno de los nueve mundos fijados al árbol del mundo Yggdrasil.
Este nombre sirvió de inspiración a J.R.R. Tolkien para su personaje Durin el Inmortal, uno de los siete padres de los enanos.